# Rito adonhiramita
Rito adonhiramita é um sistema maçônico que consiste em 33 graus. Sua fundação é tradicionalmente atribuída a Louis Guillerman Saint-Victor, um maçom francês que, em 1781, publicou a primeira obra significativa sobre o rito, intitulada Recueil Précieux de la Maçonnerie Adonhiramite (Preciosa Compilação da Maçonaria Adonhiramita). Este rito combina influências templárias, rosacruzes e outras influências esotéricas em uma estrutura maçônica única.

## Organização
- Os três primeiros graus são graus da Maçonaria Simbólica:
  - Grau 1 - Aprendiz Maçom
  - Grau 2 - Companheiro Maçom
  - Grau 3 Mestre Maçom
- Estrutura atual dos Altos Graus (ou Graus Filosóficos):[3][4]

Loja de Perfeição
- Grau 4 – Mestre Secreto
- Grau 5 – Mestre Perfeito
- Grau 6 – Preboste e Juiz
- Grau 7 – Primeiro eleito ou eleito dos nove
- Grau 8 – Segundo Eleito ou Eleito de Pérignan
- Grau 9 – Terceiro eleito ou eleita dos quinze
- Grau 10 – Aprendiz escocês ou pequeno arquiteto
- Grau 11 – Companheiro escocês ou Grão-Mestre Arquiteto
- Grau 12 – Mestre Escocês ou Grão-Mestre Arquitecto
- Grau 13  – Cavaleiro do Arco Real
- Grau 14 – Grande Eleito ou Perfeito e Sublime Maçom

Capítulo Rosacruz
- Grau 15 – Cavaleiro do Oriente, Espada ou Águia
- Grau 16 – Príncipe de Jerusalém
- Grau 17 – Cavaleiro do Oriente e do Ocidente
- Grau 18 – Cavaleiro Rosacruz

Capítulo de Cavaleiros Noaquitas ou Prussiano
- Grau 19 – Grande Pontífice Escocês ou Sublime
- Grau 20 – Venerável Mestre de Lojas Regulares ou Mestre Ad Vitam
- Grau 21 – Cavaleiro Noaquita ou Cavaleiro Prussiano

Ilustre Conselho de Cavaleiros Kadosch
- Grau 22 – Cavaleiro do Real Machado ou Príncipe do Líbano
- Grau 23 – Chefe do Tabernáculo
- Grau 24 – Príncipe do Tabernáculo
- Grau 25 – Cavaleiro Serpente de Bronze
- Grau 26 – Príncipe da Misericórdia ou Escocês Trinitário
- Grau 27 – Grande Comandante do Templo
- Grau 28 – Cavaleiro do Sol ou Príncipe Adepto
- Grau 29 – Cavaleiro de Santo André
- Grau 30 – Cavaleiro Kadosch

Insigne Sodalício dos Sublimes Iniciados
- Grau 31 – Sublime Iniciado e Grande Preceptor

Ilustre e Insigne Prelazia e Ouvidoria Geral
- Grau 32 – Prelado Corregedor e Ouvidor Geral

Soberana Congregação Patriarcal
- Grau 33 – Patriarca Inspetor Geral

Cada grau tem um ritual extenso, incluindo pegadas, sinais, insígnias e simbolismo esotérico que se baseia na lenda do construtor do Templo e na filosofia maçônica.

## Ritual e simbolismo
O rito adonhiramita usa instrumentos maçônicos, jornadas alegóricas e encenações dramáticas de lendas para ensinar virtudes e lições filosóficas. Ele se baseia em referências bíblicas e na linguagem mística hebraica. A alegoria central concentra-se em encontrar o corpo de Hiram e a palavra secreta para reanimá-lo. Símbolos e motivos incluem triângulos, caixões, acácias, caveiras, punhais, lágrimas e o Templo de Salomão. Elas incorporam conceitos como fidelidade, mortalidade, ética, universalidade e a relação do homem com Deus. O rito integra o simbolismo do Novo Testamento em torno de Jesus, traição e salvação no drama salomônico.

## Influência
O rito adonhiramita ajudou a espalhar os sistemas de alto grau da maçonaria para toda a Europa e América Latina no final do século XIX. Foi um dos principais veículos de popularização de graus adicionais além do mestre maçom na época. O rito também transmitiu conceitos ocultos e pseudo-templários para a maçonaria e, mais tarde, para as ordens para-maçônicas. Embora não seja mais amplamente praticado, foi um influente no desenvolvimento da maçonaria continental. Hoje, ainda é praticado no Brasil, Portugal, Uruguai e França.